# Meteoridsko vlakno
Meteoroidsko vlakno je nebeska pojava.

## Uzroci
Kako se približavanjem kometa Suncu povećava temperatura na njegovoj površini, led se počinje topiti i topljenjem leda komet se počinje raspadati te se tom vrtnjom oko Sunca kometi mrve te stvaraju meteoridski oblak kojeg čine trag prašine i komadića stijena, a položaj mu bude gdje je bila glava kometa.
Kako vrijeme teče, tako se meteoridski oblak djelovanjem inercije i gravitacije raspršuje po kometovoj stazi. Tako nastaje meteoroidsko vlakno.Budući da gravitacijski utjecaj planeta i Sunčevo zračenje djeluje na nj, to se vlakno razvlači te nastaje meteoroidski potok ili meteorski pljusak.

## Poveznice
- meteorski pljusak
- meteorski potok
- meteor
- asteroid
- komet
- popis meteorskih pljuskova

## Vanjke poveznice
- Akademsko astronomsko društvo Rijeka  Arhivirana inačica izvorne stranice od 13. svibnja 2010. (Wayback Machine)